# Джантар Мантар (Джайпур)

Джантар Мантар е колекция от архитектурно астрономически инструменти, построен от махараджа Джай Сингх II в Джайпур, Индия между 1727 и 1734 г. Той изградил общо 5 такива съоръжения на различни места, включително тези в Делхи и Джайпур. Обсерваторията в Джайпур е най-голямото от тях.
Името произлиза от „янтра“ („инструмент“), и „мантра“ („формула“, или в този контекст „изчисления“). Затова Джантар Мантар буквално означава „инструмент, с който може да се правят изчисления“. В местните раджастански диалекти често „Я“ се произнася като „Джа“. Така например „янтра“ (пътуване) е изразен „Джатра“.